# Bruce Bawer
Bruce Bawer, (Nova York, 31 d'octubre de 1956) és un assagista, escriptor i periodista estatunidenc, que viu a Europa des de 1998. Col·labora habitualment en publicacions tan rellevants com The New York Times, Newsweek, The Wall Street Journal, o The Washington Post, entre d'altres. És també autor de diversos llibres, com A Place at the Table: The Gay Individual in American Society, Prophets and Professors: Essays On the Lives and Work of Modern Poets i Stealing Jesus: How Fundamentalism Betrays Christianity. La seva obra més recent és While Europe Slept: How Radical Islam is Destroying the West from Within. Va ser nominat per al Premi National Book Critics Circle el 2006 en la categoria de crítica.
El 1998 Bawer es va traslladar des de Nova York a Amsterdam, on considerava que es trobaria en un ambient més liberal i favorable per a ell i la seva parella homosexual. Fugint del creixent fonamentalisme cristià nord-americà, es va trobar per a la seva sorpresa amb un altre fonamentalisme en la seva opinió molt pitjor: el fonamentalisme islàmic que s'estenia als seus ulls per Europa. Ha viatjat per diferents capitals europees, que li van donar peu a la seva obra sobre la crisi democràtica europea, que ha denominat "moment Weimar", fent una analogia de les actuals polítiques europees enfront de l'islamisme amb les polítiques d'apaivagament dels anys 1930 enfront de l'ascens del nacionalsocialisme a Europa.
Actualment viu a Oslo (Noruega).